# 2009年世界房車錦標賽英國站
2009年世界房車錦標賽英國站是2009年度世界房車錦標賽的第八站賽事，正式比賽在2009年7月19日於英格蘭Brands Hatch上舉行。這是歷來第五次在英國舉行賽事。第一回合由雪佛蘭車隊的文尼勝出，第二回合由寶馬車隊的法夫斯勝出。